# Beuda
Beuda település Spanyolországban, Girona tartományban. Beuda Albanyà, Cabanelles, Maià de Montcal, Sant Ferriol, Besalú és Sales de Llierca községekkel határos. Lakosainak száma 204 fő (2024).

## Népesség
A település népessége az elmúlt években az alábbi módon változott:
| Lakosok száma | 183  | 662  | 534  | 380  | 114  | 146  | 163  | 200  | 190  | 204  |
|               | 1717 | 1887 | 1936 | 1960 | 1986 | 2004 | 2009 | 2014 | 2019 | 2024 |